# Kutyatej
A kutyatej (Euphorbia) a kutyatejfélék (Euphorbiaceae) családjának névadó nemzetsége közel 1700 fajjal.
Nevét Numidia egykori királyának, II. Jubának görög udvari orvosáról kapta. A nemzetség további magyar megnevezései A Pallas nagy lexikona szerint: ebtej, farkastej, farkasfű, tejesfű, fűtej.

## Elterjedése
A mérsékelt égöv a trópusokig terjedt el az Ó- és az Újvilágban egyaránt; a legtöbb Afrikában és Dél-Amerikában. Több afrikai faj párhuzamos evolúcióval az amerikai kaktuszokhoz hasonló törzsszukkulens növénnyé alakult.
Európában mintegy száz fajuk honos; ezek közül Magyarországon több mint 20 fajuk él vadon.

## Megjelenése, felépítése, életmódja
Páratlanul változatos nemzetség: a fajok között apró egyéves növények [mint például a farkas kutyatej (Euphorbia cyparissias L.)] és fatermetű, CAM-típusú fotoszintézissel rendelkező pozsgások egyaránt előfordulnak. Valamennyi faja fehér tejnedvet tartalmaz, a nemzetség erről kapta magyar nevét.
Levelei váltakozva vagy átellenesen, ritkán örvösen állnak.
Többnyire egyivarú virágainak nincsenek sziromlevelei, ezeket időnként a murvalevelekből átalakult ál-csészelevelek pótolják: ez az Euphorbia nemzetségre jellemző sajátos virágzat a  cyathium. A többnyire nem túl feltűnő virágok legtöbbször zöldes vagy sárgás színűek, ernyőszerű bogernyőben vagy álernyőben ülnek, s a beporzó rovarokat a bőséggel termelt nektárral csalogatják. A termés háromrekeszű toktermés, mely 2-6 magot tartalmaz.
Valamennyi faja és a növény minden része mérgező; hatóanyagai a diterpének. Csípős ízű tejnedve hánytató, hashajtó hatású.
A pozsgás fajok a kaktuszokhoz hasonlóan tövises cserje, gömb- és oszlopos alakúak egyaránt lehetnek. A kaktuszokhoz hasonlóan bordásak, a bordák élein tövisekkel (ezek rendszerint párosával vagy hármasával nőnek).

## Magyarországon előforduló őshonos fajok
1. Napraforgó kutyatej (Euphorbia helioscopia)
2. Apró kutyatej (Euphorbia exigua)
3. Farkaskutyatej (Euphorbia cyparissias)
4. Nagylevelű kutyatej (Euphorbia platyphyllos)
5. Merev kutyatej (Euphorbia serrulata)
6. Mocsári kutyatej (Euphorbia palustris)
7. Színeváltó kutyatej (Euphorbia epithymoides, korábban E. polychroma)
8. Bibircses kutyatej (Euphorbia verrucosa)
9. Édes kutyatej (Euphorbia dulcis)
10. Bozontos kutyatej (Euphorbia villosa)
11. Pusztai kutyatej (Euphorbia seguierana)
12. Magyar kutyatej (Euphorbia glareosa, korábban E. pannonica)
13. Erdei kutyatej (Euphorbia amygdaloides)
14. Fűzlevelű kutyatej (Euphorbia salicifolia)
15. Sárkutyatej (Euphorbia esula)
16. Vesszős kutyatej (Euphorbia virgata, korábban E. esula subsp. tommasiniana)
17. Fényes kutyatej (Euphorbia lucida)
18. Tarlókutyatej (Euphorbia falcata)

## Magyarországon előforduló, betelepített vagy jövevény (adventív) fajok
1. Kúszó kutyatej (Euphorbia humifusa)
2. Foltos kutyatej (Euphorbia maculata)
3. Bókoló kutyatej (Euphorbia nutans)
4. Vézna kutyatej (Euphorbia peplus)
5. Görög kutyatej (Euphorbia taurinensis)
6. Euphorbia myrsinites
7. Euphorbia lathyris

## Felhasználása
A népi gyógyászatban több faját hashajtónak használták. Mivel tejnedve felmarja a bőrt, több faj nedvét hólyaghúzó szernek alkalmazták. Az Euphorbia heptagona nedvéből Afrikában nyílmérget főztek. Az  Euphorbia picta nedvéből nyerskaucsukot állítottak elő.
A szőrös kutyatej (Euphorbia hirta) Afrikában és Ázsiában régóta ismert gyógynövény. Különlegessége, hogy nem tartalmazza a többi kutyatejben előforduló mérgező anyagokat.
Több pozsgás kutyatejfajt dísznövényként ültetnek.

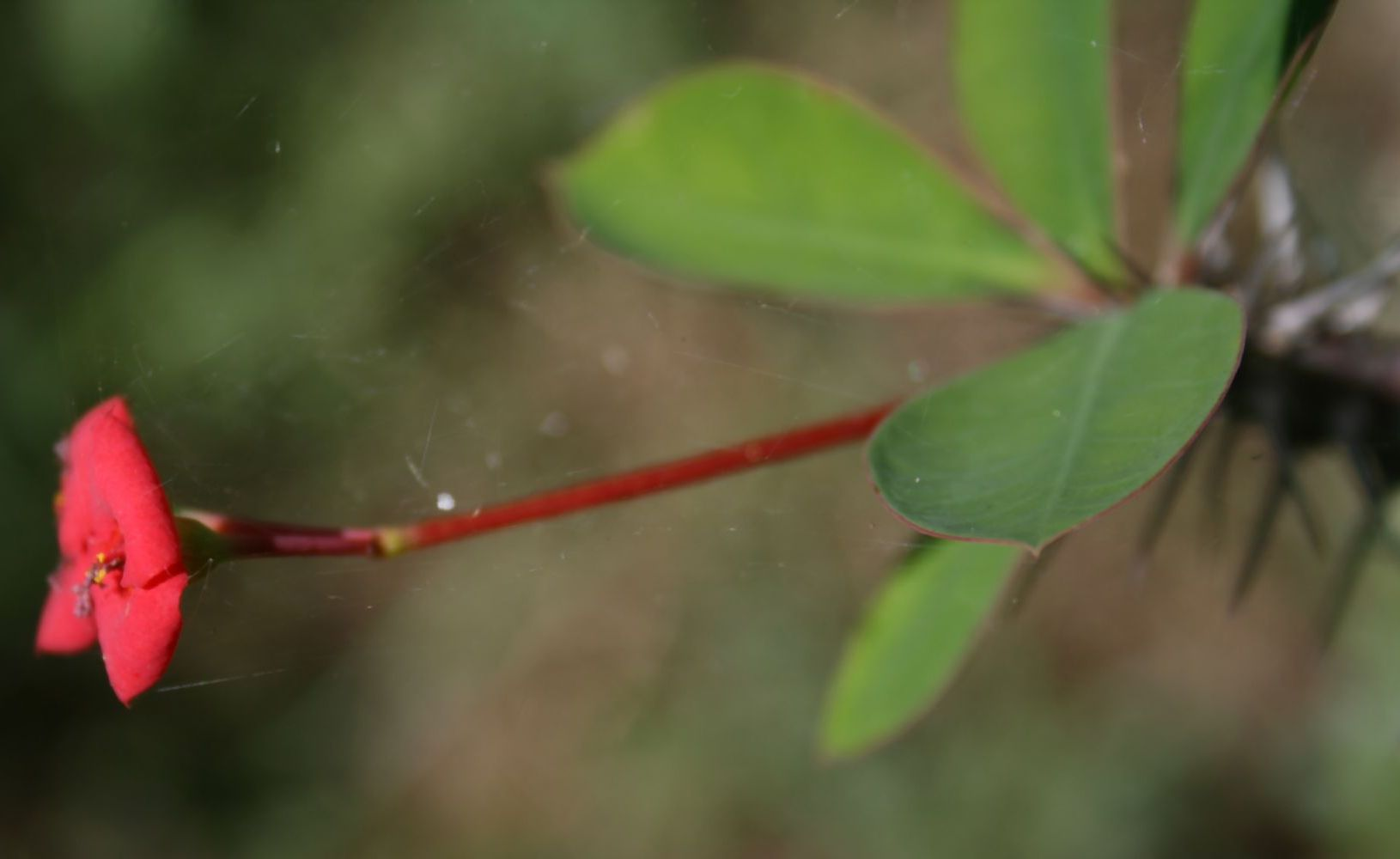
Euphorbia splendens, egy pozsgás kutyatej faj virágzó hajtása
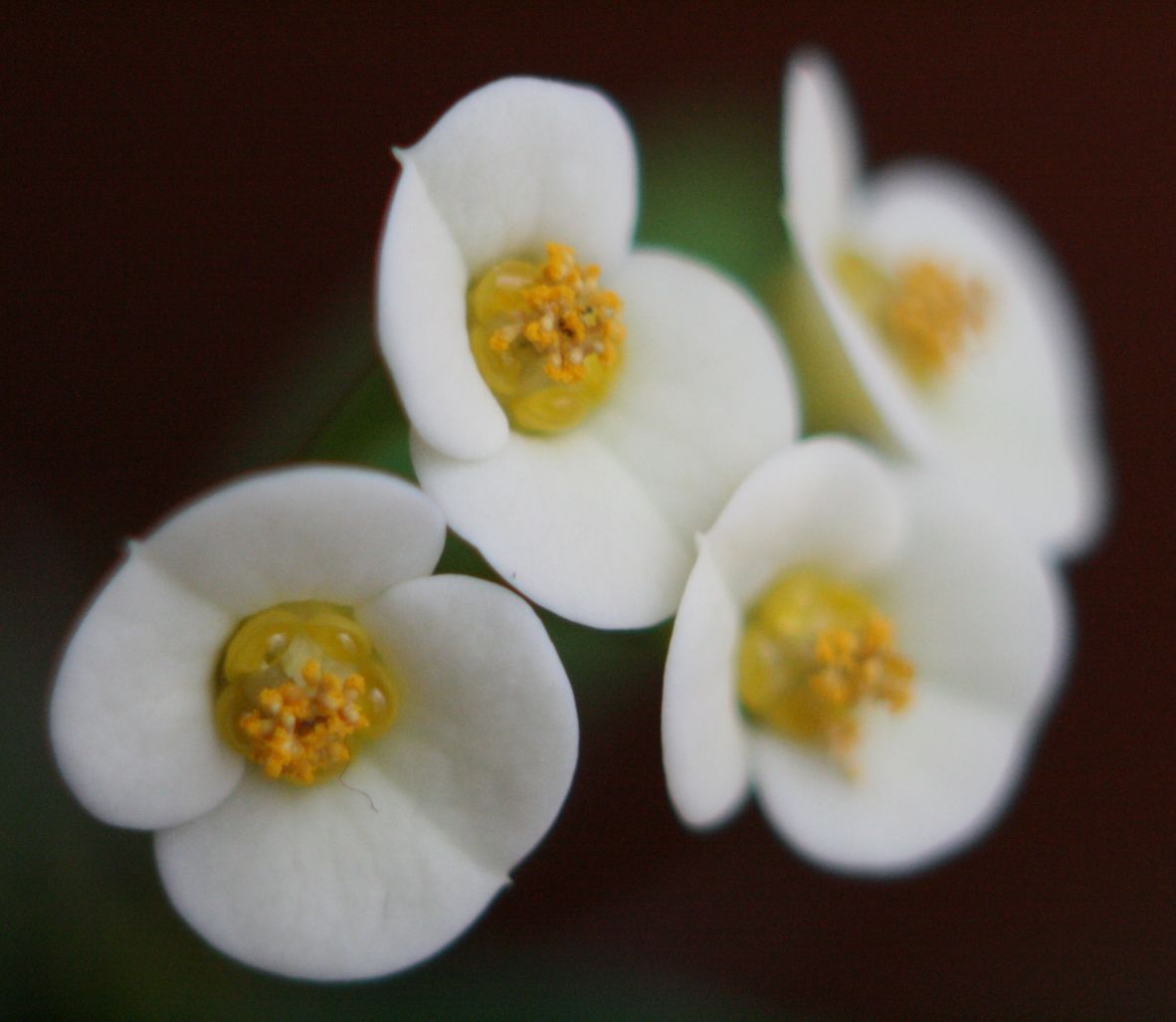
A kutyatejfélékre jellemző virágzat, a cyathium.  Euphorbia millii ssp. tananarivae.
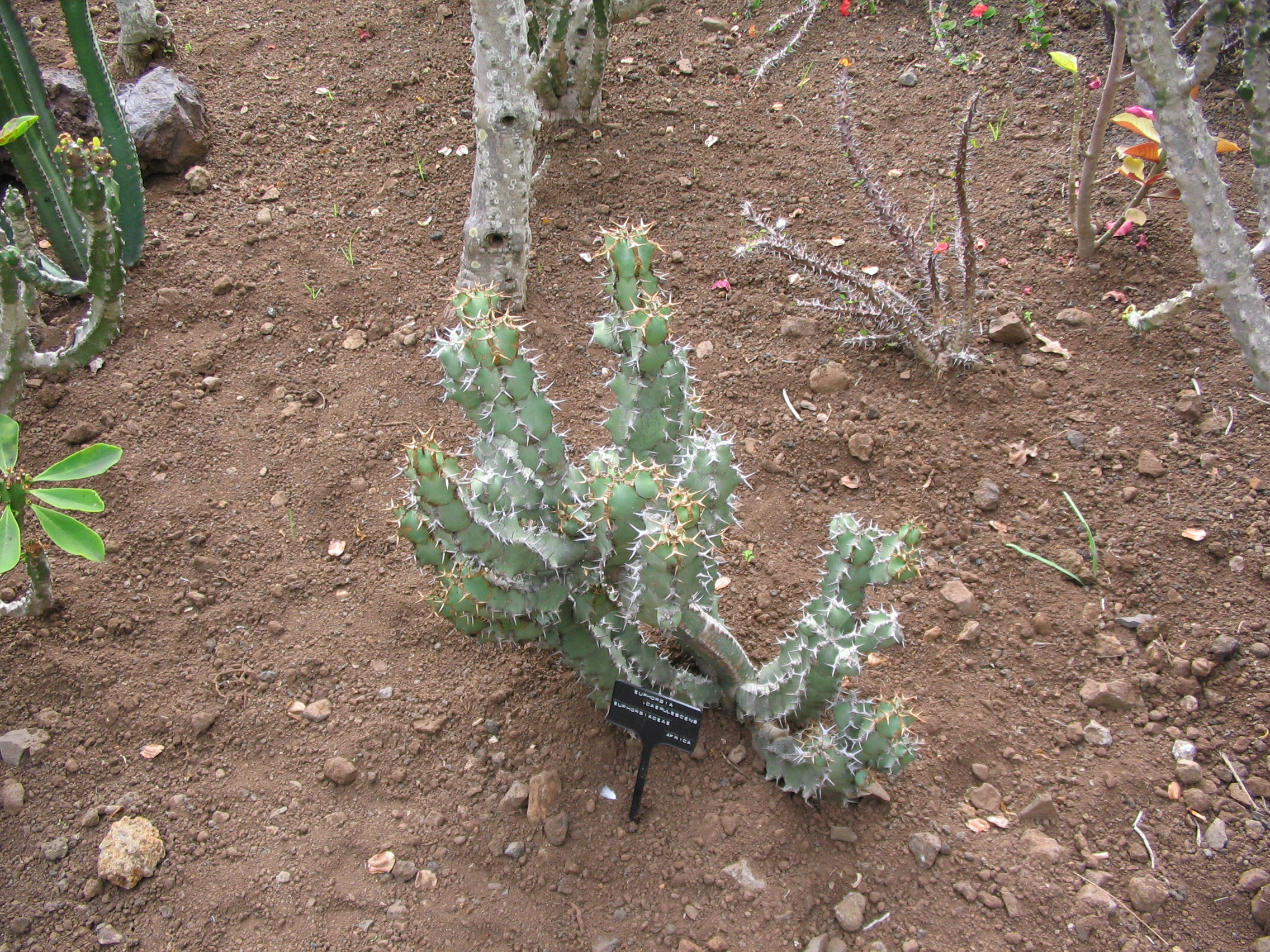
Euphorbia caerulescens    (Madeira, Funchal, Botanikus Kert)
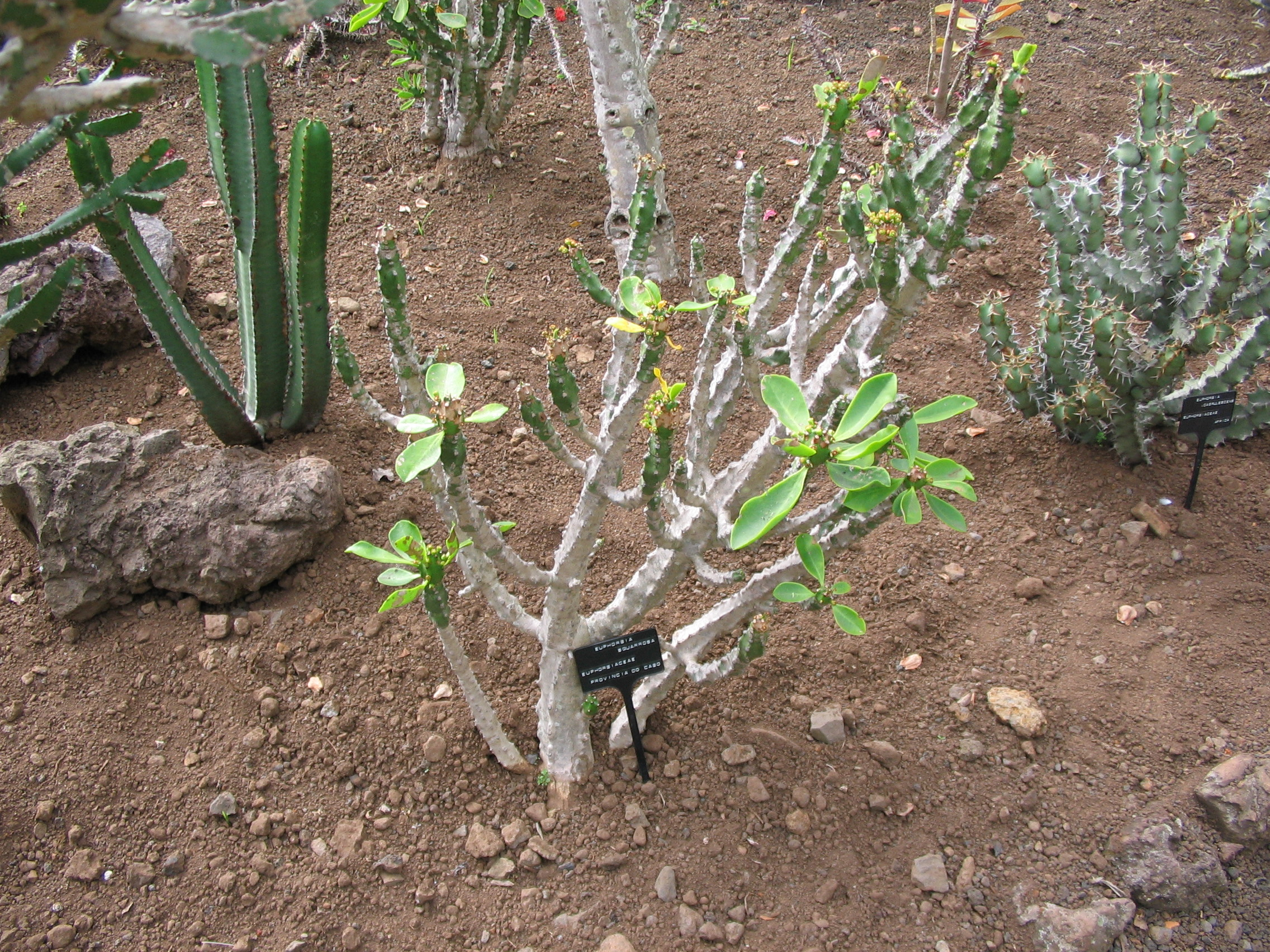
Euphorbia squarrosa (Madeira, Funchal, Botanikus Kert)
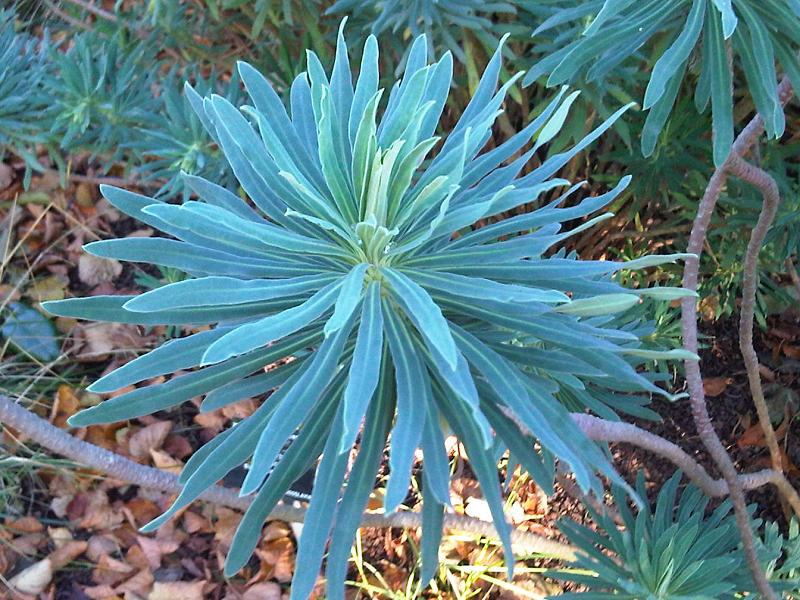
Euphorbia atropurpurea